# Ututo
Ututo ist ein aus Argentinien stammendes Projekt, das eine Linux-Distribution veröffentlicht und darauf aufbauend Softwareprojekte entwickelt und Aktivitäten im Bildungsbereich durchführt.
Die Linux-Distribution, Ututo GNU/Linux genannt, wird seit dem Jahr 2000 hauptsächlich von argentinischen Entwicklern vorangetrieben, basiert auf Gentoo Linux und besteht ausschließlich aus freier Software.
Der Name Ututo kommt von einer in Argentinien weit verbreiteten Gecko-Art.

## Entwicklungsgeschichte
Die erste Version von Ututo wurde im Oktober 2000 von Diego Saravia an der Universität Salta entwickelt. Ziel war eine Linux-Version, die sich vollständig von einer CD aus starten ließ (Live-CD). Ututo war eine der ersten Distributionen, die dieses Ziel erreichte.
2002 wurde das Projekt Ututo-R gestartet, eine Version des Betriebssystems, die als Ziel hatte, als Software-Router zu funktionieren. Ututo-R wurde in Argentinien auf mehreren Netzwerken in Behörden und Schulen, beispielsweise in Buenos Aires, installiert.
Die Version Ututo-e, eine Desktop-Variante, wurde im Jahr 2004 gestartet. Sie wurde mit dem primären Ziel entwickelt, ein vollwertiges Betriebssystem mit der Basis aus vollständig freier Software anzubieten, das auch auf älterer Hardware lauffähig ist, wie sie in Argentinien insbesondere als Nachwirkung der Argentinien-Krise häufig noch anzutreffen ist.
Seit 2005 wird das Betriebssystem als Ututo XS bezeichnet, da die neueren Varianten ein komplett neues Design, u. a. eine einfache Installationsumgebung, aufweisen. Die Live-CD-Version wird ebenfalls unter diese Bezeichnung, allerdings als Ututo XS Vivo (span. für live) bezeichnet.

## Weitere Aktivitäten
Das Ututo-Projekt entwickelte neben dem Betriebssystem auch verschiedene darauf aufbauende Softwareprojekte, darunter ein System zum Betrieb eines Webradios und eines Internet-Fernsehsenders (Ututo Free TV), ein auf Ututo XS basierendes Supercomputer-Cluster sowie eine Software zum Betrieb eines IPv6-Netzwerkes. Zeitweise arbeitete das Projekt auch an einer Distribution von FreeBSD (Ututo GNU/BSD), die jedoch wieder eingestellt wurde.

## Besonderheiten und Charakteristika
Ututo besteht vollständig aus freier Software. Dies macht sich beispielsweise dadurch bemerkbar, dass selbst bekannte proprietäre Plugins wie Adobe Flash durch freie Alternativen wie Gnash ersetzt werden. Zumindest bis zur Version XS 2006 gab es durch diese strenge Ethik-Konvention auch Nachteile, die sich etwa in Kompatibilitäts- und Leistungsproblemen im Vergleich zu anderen Linuxdistributionen bemerkbar machten.
Ututo ist eine der wenigen Distributionen von Linux, die eine spezielle Version für verschiedene Prozessor-Architekturen bereitstellen. So gibt es z. B. innerhalb der x86-Versionen eine für AMD-Prozessoren und eine für Intels Pentium 4. Dies erlaubt es, die einzelnen Architekturen besser auszunutzen.
Als weitere Besonderheit benutzt Ututo ab der Version XS 2007 eine eigene Paketverwaltung namens UTUTO-Get (heute UGet), die sowohl Debian- als auch RPM-Pakete verwalten kann.
UTUTO-e bzw. UTUTO XS basiert standardmäßig auf der Desktop-Umgebung Gnome. Ab der Version XS 2007 werden jedoch auch die alternativen Umgebungen KDE, Fluxbox und IceWM auf der Installations-CD mitgeliefert.

## Rezeption
Das Ututo-Projekt wurde 2006 von der argentinischen Abgeordnetenkammer als Projekt nationalen Interesses ausgezeichnet.
Über das Ututo-Projekt wurde unter anderem in den großen argentinischen Zeitungen Clarín, Página/12 und La Capital berichtet. Auch das Wired-Magazin widmete Ututo 2001 einen Artikel.
Internationale Bekanntheit erlangte die Distribution vor allem, da sie von Richard Stallman, Gründer des GNU-Projektes, bis zur Entwicklung von gNewSense längere Zeit genutzt und von der Free Software Foundation wegen des Verzichts auf proprietäre Bestandteile empfohlen wurde.

### Reviews
- Ubuntu Meets Gentoo: Ututo Linux. In: tuxmachines.org. 2. Januar 2006, abgerufen am 6. Oktober 2012 (englisch).
- Bruce Byfield: Review: Ututo-e, the "only free distribution". In: linux.com. 28. April 2005, abgerufen am 6. Oktober 2012 (englisch).